# Chirostoma arge
Chirostoma arge är en fiskart som först beskrevs av Jordan och Snyder, 1899.  Chirostoma arge ingår i släktet Chirostoma och familjen Atherinopsidae. IUCN kategoriserar arten globalt som sårbar. Inga underarter finns listade i Catalogue of Life.